# Celonites persicus
Celonites persicus är en stekelart som beskrevs av Richards 1962. Celonites persicus ingår i släktet Celonites och familjen Masaridae. Inga underarter finns listade.